# Comuna Ivești, Galați
Ivești este o comună în județul Galați, Moldova, România, formată din satele Bucești și Ivești (reședința). Se află în Câmpia Tecuciului[*]; lângă Bârlad și Siret; și la o altitudine de 23 m deasupra nivelului mării. Are o suprafață de 89,55 km². Populația este de 9.584 locuitori, determinată în 1 decembrie 2021, prin recensământ, chestionar.

## Așezare
Comuna se află în estul județului, la limita cu județul Vrancea, în Câmpia Tecuci, pe malurile Bârladului și pe malul stâng al Siretului. Este străbătută de șoseaua națională DN25, care leagă Galațiul de Tecuci. La Ivești, din acest drum se ramifică șoseaua județeană DJ254, care duce spre est la Grivița și Costache Negri. Prin comună trece și calea ferată Galați–Tecuci, pe care este deservită de stațiile Ivești și Bucești.

### Relief, soluri, floră, faună
Microregiunea geomorfologică a șesului Siret-Bârlad apare sub forma albiei majore comune S-B sau interfluviul S-B. Reprezintă partea cea mai joasă a reliefului cu o înălțime ce nu depășește 20 de metri și o înălțime maximă de 22, 7 pe grinduri.Întreg șesul Bârlad-Siret este cunoscut sub topicul local de « Baltă ». În cadrul acestui șes se individualizează sectorul luncii Siretului care merge până la valea gârlei « Ciuslucu » care se pare că a fost un curs vechi al Siretului. În acest sector întâlnim belciuge , ostroave, balastiera Bucești-Ivești. Sectorul gridurilor din mijlocul luncii mai înalt și unde până în 1881 au existat vechile vetre de sat. Lunca Bârladului care ține de la gârla « Bârlovița » până la piciorul terasei Ivești.
Microregiunea teraselor din stânga Bârladului este formată din 2 sectoare :
- Sectorul terasei Cernicari Ivești din centru cu o înălțime de 10-15 metri pe mijlocul ei în sens nord sud. Se găsește o porțiune din sectorul sistemului dunal Tecuci –Ivești –Hanu Conachi format din dune și interdune.
- Sectorul Ghidigeni din colțul nord estic cu o altitudine de 35 de metri.

### Clima
Temperatura maximă absolută 40.5 grade Celsius la 25 iulie 1987 iar temperatura minimă absolută -33, 5 grade Celsius la 3 ianuarie 1985 cele două maxime reflectând caracterul temperat continental excesiv având o amplitudine termică foarta mare -74 de grade Celsius.
Umiditatea relativă la Ivești este de 80, 69%, umiditatea absolută este de 7, 4g/cm pătrat.
Nebulozitatea este de 5, 5 nr mediu cu cer senin pe an este de 127 de zile.
Precipitațiile sunt de 395 l/m/an într-un an față de media pe țară 640 l/m/an.
Din acest punct de vedere arelul este unul dintre cele mai secetoase din țară exceptând Delta Dunării.
Precipitațiile tot mai scăzute se datorează defrișării celor 600 de ha de pădure și livadă. Zăpada face ca la Ivești să se găsească cam timp de 25 de zile pe an.precipitațiile pot fi sub formă de zăpadă și la nivel de grosime strat de zăpadă grosimea maxima este 1, 5metri. Crivățul produce fenomenul de spulberare a zăpezii.
Vânturile –crivățul este principalul vânt, dar fragmentarea reliefului în microzona de terasă și de luncă creează brize locale observabile vara.
Fenomenele meteorologice: Numărul mediu de zile cu rouă într-un an este de 58, lunile cele mai cețoase sunt noiembrie decembrie și ianuarie, numărul mediu de zile cu brumă este de 16, numărul mediu de zile cu chiciură este de 4 zile. Grindina cea mai puternică a bătut la Ivești în ziua de 4 aprilie 1977 când la orele 14 s-a depus pe sol un strat de grindină de 10 centimetri, poleiul cela mai « păcătos»polei s-a produs în ziua de 25 decembrie 1977 când s-a creat pe DN 25 o oglinda de gheață care a oprit circulația auto.
În ceea ce privește adâncimea pânzei freatice ea aprovizionează de la 3-4 metri adâncime lunca comuna S-B cu apă foarte puțin potabilă și 14-20 de metri adâncime terasele din stânga Bârladului unde apa capătă calități aproape potabile. Forajele făcute la I.A.S Ivești au interceptat 3 strate acvifere care încep de la 150 până la 229 de metri și care dacă ar fi captate ar da un debit de 12 metri cubi pe oră.Izvoarele rar întâlnite în localitate având debite foarte mici, cu ape ușor mineralizate.Ele apar pe terase datorita intersecției pânzelor freatice prin eroziunea fluvială mai aleas în gârlelele Ciuslucu, Conacheasca și Bârlovița.
Apele stătătoare sunt reprezentate prin mici petice de mlaștină întâlnite întâlnite în lunca Bârladului ca urmare a existenței pânzei freatice mai aproape de suprafață. Aceste mlaștini au o vegetație specifică având o influență bioclimatică sesizabilă asupra luncii.Începand din 1991 și până în 1992 la început din cauza ploilor dar mai apoi din cauza actiunilor antropice, când locuitorii au distrus sistemul de irigație de aproape de Călmățui furând dalele din ciment s-a creat o baltă cu o suprafață de 40-60 hectare unde s-a instalat o vegetație și faună hidrofilă. În ceea ce privește fenomenul de «remmu » care facea ravagii în sectorul comun al luncii B-S ajungând spre nord până dincolo de Torcești când întreaga luncă devenea o adevara mare el a dispărut de la mijlocul anilor ’70 când Siretul și împarte Bârladul au fost îndiguite cu diguri de 3-5 metri.În plus faptul că de câțiva ani curge într-un canal gura de vărsare înmâlită permițând o deversare ușoară în Siret.

### Vegetația și fauna
Covorul vegetal este diversificat pe teritoriul localității; se întâlnesc plante aparținând provinciei est-europene, predominând elementele caracteristice stepei și silvo-stepei.
Diferențierile covorului erbaceu de la un loc la altul sunt impuse de condițiile de sol, de ape, de terasă, luncă și dune de nisip. În zona luncii pe un sol aluvial și cu o pânză freatică aproape de suprafață apar porțiuni cu vegetație hidrofilă.
În porțiunile mai înalte ala luncii apar pădurile din quernicee(Arhipoaia, Huzum). În ultimii 25 de ani s-a plantat mai mult plop canadian pentru a reîmpăduri lunca Siretului.
În zona dunelor de nisip predomină salcâmul, arbore care este aclimatizat de acum 115 ani, dar găsesc și stejari sau pini. În ultimul timp, flora este în scădere întrucât cea mai mare parte a terenurilor au fost transformate de om în terenuri de cultură.
Pe teritoriul localității întâlnim elemente faunistice est-europene și central-europene.
Întâlnim fauna specifică de pădure, lupul și râsul disparand de mai bine de 45 de ani.
Ca faună piscicolă intalnim crapul, carasul etc.Fauna nisipurilor este mai săracă;găsim termita, furnica, șarpele termofil și șopârla de nisip.

## Istoric
Urmărind evoluția așezărilor putem reconstitui trecutul localității. Iveștiul a avut o așezare geografică deosebit de favorabilă în lungul râurilor Bârlad și Siret, cât și a drumului care venea dinspre Polonia spre Galați și apoi spre turci. A făcut ca acest spațiu să fie locuit din cele mai vechi timpuri. Săpăturile efectuate au scos la iveală necropole din epoca mezo-neolitică pe fruntea terasei Cernicari-Ivești. După retragerea Aureliană până-n secolul XIII pe tot parcursul «mileniului migrator» populația s-a refugiat în «Baltă (partea dintre Bârlad și Siret)» pe niște grinduri acoperite cu pădure de unde unde puteau vedea dar nu puteau fi văzuți.
S-a mai găsit ceramică neagră cu incizii geo-florale, apoi ceramică dacică și romană în zona de «Baltă», s-a găsit o săpăligă de grădinărit cu vârful de piatră iar partea cu gaură de înmănușare din argilă arsă.
S-au mai găsit opaițe din lut și cremene, tot în «Baltă» din perioada preromană, primele urme numismatice între care dinari imperiali romani de argint din anul 79 e.n bătuți de împăratul Titus Flavius.
Populația a început în parte să urce pe terasa de pe vremea lui Alexandru cel Bun rămânând până la a doua domnie a lui Petru Rareș când turcii au început să jefuiască Moldova. Au stat în «Baltă» până la a 2-a jumătate a secolului XIX când în 2 etape au urcat pe terase. Primii au fost însurățeii între 1865-1867.
Bătrânii au urcat și ei pe terasă când lunca a fost inundată complet. Primele înscrieri datează din sec.XV cel mai vechi datând din 15 iulie 1448 reprezentând un uric dat de domnul Moldovei fraților Cernat și Steful Ploscaru.
Ulterior apar documente despre satele Bucești 1548 și Diecheni 1658. Apar multe documente date de domni ai Moldovei cum ar fi Moise, Grigore Ghica. Pe la 1608 este pomenit logofătul Ivașcu.
Primele hărți în care apare Iveștiul sunt din anii 1770, 1811, 1813, 1833, 1835, 1863. În secolul XVIII ca târg sub numele de “Târgul Biserica Florii”.
Din 13 octombrie 1856 la cererea postelnicului Panaite Balș, Caimania Moldovei avizează înființarea târgului Ivești care după vremea lui Alexandru Ioan Cuza devine capitala de «Plasă». Iveștiul a fost reședința de « plasă » până în 1950. În târg apar :telegraful, poștalionul, compania de dorobanți (1869), judecătoria, poliția rurală, jandarmeria, gara CFR Ivești, biblioteca comunală, școala.
Între cei mai mari boieri din zona localității s-au numărat fam. Ciucă, Spătaru, Mihalache Cantacuzino, fam. Arhip, fam. Anastasiu, fam. Economos, fam. generalului Eremia Grigorescu.
În Războiul Ruso-Turc din 1877–1878 au acționat și militari din Ivești care au luptat la cucerirea redutei Grivița și la încercuirea Rahovei și Vidinului. Scriitorul Petrache Popa, în lucrarea Evocări prezintă informații din timpului Primului Război Mondial. Generalul Eremia Grigorescu, comandantul corpului 6 armată, cu sediul în târgul Ivești avea să devină comandantul armatei I care a încercat să țină piept germanilor conduși de Mackensen. Alt general a fost Nicolae Sava, ctitorul bisericii „Sf. Sava” din Ivești.
La sfârșitul secolului al XIX-lea, comuna era reședința plășii Bârladului a județului Tecuci și era mai degrabă un târgușor mic. Avea 1498 de locuitori și o minoritate evreiască reprezentând 10% din populație. În comună existau o biserică, două sinagogi și două școli: una de băieți, cu 116 elevi, și una de fete, cu 81 de eleve. La acea dată, pe teritoriul actual al comunei, mai exista, în aceeași plasă, și comuna Bucești, având 2675 de locuitori ce trăiau în 693 de case în satele Blăjerii de Jos, Bucești, Diecheni și Vultureni. Erau și aici o moară cu aburi, două biserici (la Bucești și Vultureni) și două școli având în total 208 elevi (dintre care 18 fete). Anuarul Socec din 1925 consemnează cele două comune, comuna Bucești având 3771 de locuitori și aceeași alcătuire, iar Ivești jucând rol de reședință de plasă și având 2885 de locuitori în satele Ivești și Blăjerii de Sus.
În 1950, comunele au fost transferate raionului Tecuci din regiunea Putna, apoi (din 1952) din regiunea Bârlad; în 1956, ele au trecut la raionul Galați din regiunea Galați.În 1968, ele au fost transferate la județul Galați; tot atunci satele Vultureni și Diecheni au fost comasate cu satul Bucești, iar comuna Bucești a fost desființată și satul unic rezultat trecut la comuna Ivești.

## Demografie
Componența etnică a comunei Ivești
     Români (76,35%)
     Romi (16,77%)
     Alte etnii (0,05%)
     Necunoscută (6,83%)
Componența confesională a comunei Ivești
     Ortodocși (90,4%)
     Penticostali (1,69%)
     Alte religii (0,96%)
     Necunoscută (6,95%)
Conform recensământului efectuat în 2021, populația comunei Ivești se ridică la 9.584 de locuitori, în creștere față de recensământul anterior din 2011, când fuseseră înregistrați 8.441 de locuitori. Majoritatea locuitorilor sunt români (76,35%), cu o minoritate de romi (16,77%), iar pentru 6,83% nu se cunoaște apartenența etnică. Din punct de vedere confesional, majoritatea locuitorilor sunt ortodocși (90,4%), cu o minoritate de penticostali (1,69%), iar pentru 6,95% nu se cunoaște apartenența confesională.

## Politică și administrație
Comuna Ivești este administrată de un primar și un consiliu local compus din 15 consilieri. Primarul, Maricel Gheoca[*], de la Partidul Social Democrat, este în funcție din octombrie 2020. Începând cu alegerile locale din 2024, consiliul local are următoarea componență pe partide politice:
|  | Partid                          | Consilieri | Componența Consiliului | Componența Consiliului | Componența Consiliului | Componența Consiliului | Componența Consiliului | Componența Consiliului | Componența Consiliului | Componența Consiliului | Componența Consiliului | Componența Consiliului | Componența Consiliului |
|  | ------------------------------- | ---------- | ---------------------- | ---------------------- | ---------------------- | ---------------------- | ---------------------- | ---------------------- | ---------------------- | ---------------------- | ---------------------- | ---------------------- | ---------------------- |
|  | Partidul Social Democrat        | 11         |                        |                        |                        |                        |                        |                        |                        |                        |                        |                        |                        |
|  | Partida Romilor „Pro Europa”    | 2          |                        |                        |                        |                        |                        |                        |                        |                        |                        |                        |                        |
|  | Partidul Național Liberal       | 1          |                        |                        |                        |                        |                        |                        |                        |                        |                        |                        |                        |
|  | Alianța pentru Unirea Românilor | 1          |                        |                        |                        |                        |                        |                        |                        |                        |                        |                        |                        |

### Evoluție istorică
A cunoscut fluctuații în funcție de anumite elemente politice, militare etc. În ceea ce privește satul Bucești, în recesământ arăta că localitatea are 1935 de locuitori. În ceea ce privește Iveștiul existau 560 de capete de familii cu 2657 de suflete la care s-a adăugat peste 150 de evrei și aproximativ 50 de turci. La recensământul din 1930 comuna avea 7133 de locuitori, în ianuarie 1992 avea 9600 de locuitori, vârful de locuitori a fost în anul 2000 când s-au înregistrat aproximativ 11000 de locuitori.
Natalitatea a cunoscut o scădere dupa 1975 -337 de nou născuți, 1997-183 iar în 2000-125. Mortalitatea a cunoscut o creștere de circa 8 la mie în 1975 la 14 la mie în 2000.Sporul natural este mic ceea ce conduce la un proces de îmbătrânire a populației.
Mișcarea migrațională a cunoscut o mare evoluție negativă în ultimii 35 de ani când puternica industralizare a condos la un exod de populație către oraș în înteprinderi mai ales la actualul MITTAL Steel. Migrația este întreținută și de plecarea tinerilor în vestul Europei.
În 2000 aveam barbati 5039, femei 4875, tineri între 0 și 19 ani 36% la sută, între 20-60 de ani 47% iar bătrâni 17%. Populația activă este de 2760.
Persoane de etnie română sunt 80% iar 20% țigani. Înaite de război aproximativ 80% erau români de rit ortodox astăzi 99% sunt ortodocși și 1% adventiști și catolici.

## Economia

### Agricultura
Iveștiul are în total 8955 de hectare din care arabil 5317 hectare, pășuni 160 hectare, vii 929 hectare livezi 208 hectare, păduri și alte terenuri forestiere 1456 hectare terenuri cu ape și stuf, 136 hectare căi de comunicație și căi ferate 246 hectare terenuri ocupate cu curți și construcții 469 hectare și terenuri degredate și neproductive 34 de hectare.
În localitate s-au facut anumite îmbunătățiri funciare prin plantarea dunelor de nisip cu culturi viti-pomicole și salcâm. în Baltă s-au făcut lucrări de regularizare ale albiilor minore apoi lucrări de îndiguiri, odată cu crearea sistemului de irigații cea mai mare parte a terenurilor agricole au putut fi irigate; din păcate după 1990 prin distrugere s-au diminuat, mai mult stricaciunile au facut o zona de mlastina de 40-70 de hectare. Până în 1949 au existat numai terenuri particulare după care ia ființă I.A.S Ivești care astăzi se numește S.C. Agrovin S.A.
Începând cu 1970, s-a creat și o stație de mașini agricole S.M.A care făcea lucrări agro-mecanice. La ora actuală, din totalul de teren agricol, culturile se prezintă astfel :
- Porumb 3000 ha
- Grâu 850-100 ha
- Orz-orzoaică 160 ha
- Ovâz 35 hectare
- Floarea soarelui 230-300 ha
- Sfeclă 130 de ha
- Pepeni 100ha
- Legume 90 ha
- Viță de vie 1000 ha.

### Meșteșugul vinăritului
Se practică în fiecare gospodarie individuala dar mai ales la « CRAMA » moșiei fraților Theodor și Panaite Bals (încă de la mijlocul secolului XIX) preluată în 1911 de familia de arendași Economos, iar în anii 20 de familia generalului Eremia Grigorescu, moșie devenita în 1949 I.A.S Ivești iar după revoluția din 1989 revine în parte nurorii generaluli Ariadna Grigorescu-Negraponte. Vinurile « Băbească neagră » și « Fetească albă » luând premii nationale și internaționale. De amintit ca Iveștiul este capitala Podgoriei Ivești situată în sectorul sudic al câmpiei Tecuciului.

### Podgoria Ivesti

#### Istoric
Podgoria Ivesti este una din podgoriile vechi ale României. Viticultura acestei podgorii este strâns legată de evoluția vechii moșii Blăjesti, atestată documentar din 15 iulie 1448, printr-un act de la Petru Voievod către panul Cernat Ploscar și fratele sau Steful. în prima jumătate a secolului al XVII-lea, moșia Blăjeștilor atrage interesul multor proprietari, ea fiind revendicată prin multe procese și judecăți. Intre anii 1847 și 1856 se înființează târgușorul Ivești, care avea să dea și denumirea acestui areal viticol.
O personalitate importantă pentru viticultura podgoriei Ivești este aceea a arendașului Hector Economos, om de remarcabilă cultură viticolă și economică, care în perioada anilor 1914-1916, înființează aici o plantație viticolă de 200 ha, o crama și o distilarie.
După anul 1945, plantatiile de stat devin proprietate a statului, ca apoi după 1989 să fie retrocedate proprietarilor. În prezent podgoria Ivești dispune de 2.500 ha..

#### Localizare geografică
Podgoria Ivești este amplasată în Câmpia Tecuciului, între paralele de 45°31-45°52, latitudine nordică și meridianele de 27°31-27°34, longitudine estică. Administrativ, centrele viticole ale podgoriei Ivești aparțin județului Galați.

#### Litologie
Substratul litologic diferă în funcție de centrul viticol: la Ivesti predomină nisipurile eoliene holocene, la Tecuci depozitele de loess și nisipurile eoliene din holocenul inferior, iar la Corod loessul și depozitele loesoide levantine, respectiv pleistocene.

#### Soluri
Tipurile de sol: psamosoluri la Ivești; cernoziomuri cambice și psamosoluri la Tecuci; cernoziomuri cambice la Corod.

#### Climat
Climatul este temperat-continentala, cu nuanțe de ariditate.

#### Soiuri de struguri
- Struguri de masă
- Struguri pentru vin

#### Particularități ale vinurilor
- Fetească Regală (soi recomandat) este un vin alb cu o tentă galben-verzuie, care posedă la tinerețe o aromă discretă, de o deosebită finețe, reamintind-o pe cea a florilor de câmp. După o păstrare la butoi (1-2 ani), Feteasca regală capătă un buchet care amintește de ceara de albine. Vinul are un potențial alcoolic moderat, o aciditate echilibrată și este plăcut la consum, fiind solicitat de consumatorii de vinuri albe, seci.
- Aligota (soi recomandat) este un vin alb, cu reflexe galben-verzui, care atrage atenția prin prospețimea gustului, datorată unei acidități vioaie și unui conținut moderat de alcool. Are o savoare plăcută, lipsindu-i aproape cu desăvârșire gustul de pământ umed, care i se atribuie atunci când provine din alte podgorii. Este preferat ca vin tânăr și dă bune rezultate an cupaje cu alte vinuri.
- Rkatiteli (soi autorizat), ca vin, nu impresionează în mod deosebit, nedepășind nivelul unui vin de consum curent, dar se situează la nivelul superior al acestei categorii de calitate.
- Cabernet Sauvignon (soi recomandat și autorizat) este un vin roșu, cu tentă de vișină supracoaptă. Se remarcă printr-un bogat conținut de taninuri, care-i conferă o astringentă accentuată, mai ales când vinul este tânăr. Odată cu trecerea anilor, culoarea vinului capătă o tentă cărămizie, iar gustul devine rotund, mai puțin agresiv, fără să-și piarda totuși bogăția în compuși fenolici. Particularitățile de soi sunt atât de bine conturate încât acoperă eventualele nuanțe imprimate de arealul de producere sau de tehnologia de fabricație.
- Feteasca Neagră (soi recomandat și autorizat) are o culoare roșie-rubinie, deschisă și o aromă cu nuanțe olfactive plăcute de violete, mai ales când vinul este tânăr. Deși este destul de slab extractiv, el are un conținut moderat de taninuri Vinul păstrează gustul franc al soiului din care provine, este echilibrat, generos și are multă fructuozitate.
- Merlot (soi recomandat și autorizat) este un vin roșu, în care se poate regăsi ușor tipicitatea podgoriei. Cu o aromă de fructe de pădure, bine constituit și suficient de extractiv, Merlot-ul se prezintă ca un vin corpolent, catifelat și cu o personalitate distinctă. Plinătatea vinului este însoțită de o astringență plăcută, care îi conferă o personalitate distinctă.
- Băbeasca Neagră (soi recomandat) este un vin roșu-granat, cu unele nuanțe violacee când este tânăr. Prin maturare și anvechire, vinul devine roșu-cărămiziu. Aroma sa are o anumă finețe, amintind-o pe cea a fructelor sălbatice. Băbeasca neagră se produce ca vin sec, usor sub raportul continutului în extract. Evoluează rapid, fiindu-i necesară pentru desăvârșirea calităților organoleptice o perioada de maturare de numai 6 luni.
- Oporto (soi autorizat) este un vin roșu-rubiniu, care se caracterizează printr-o savoare particulară, transmisă de solurile nisipoase ale podgoriei Ivești. Gustul este franc, echilibrat și armonios. Prin maturare vinul de Oporto câștigă în calitate, cu condiția ca aceasta sa nu fie de prea lungă durată.

### Zootehnia
Este și ea prezentă prin AVICOLA Bucesti profilată pe găini ouătoare și de carne apartinand unei firme din Tecuci.
În prezent se găsesc mai multe asociații agricole printre care:
- «ANGHEL V» ce cumuleaza terenul agricol a circa 300 de familii din satul Blăjerii de sus
- “ S.C. PROCELF S.R.L” gestionează o suprafață agricolă de 700 de hectare condusă de inginerul Toader N, profilată îndeosebi pe producție cerealieră.
- «S.C AGROVIN S.A»cu 50 de hectare vie cu cramă propie și stație de îmbuteliere a soiurlor de vin «băbească neagră, fetească albă și muscat ottonel»
- «S.C GRADINA S.R.L» din satul Bucești aparținând familiei Năstăsache profilată pe producție legumicolă.

### Meșteșugul olăritului și cărămidăritului
La mijlocul secolului XIX Ivestiul era un centru renumit al olaritului. Astăzi țiganii rudari din mahalaua stadionului « Nicu Nour » mai fabrica caramizi subtiri pentru sobe și cărămizi.
Până în 1856 cand Iveștiul devine târg în localitate se practicau meșteșuguri casnice, pe la mijlocul secolului XVIX, centru de împletituri, sfoară.frânghii.săpun sau lumânări.Se mai fabrică cazane de rachiu erau fabrici de ulei și sucuri și esențe de fructe.

### Materiale de construcții
- Atelier de prefabricate și bolțari în satul Bucești ce foloseste zgur de la MITTAL STEEL Galați ciment și nisip de la balastiera Bucești-Ivești.
- Balastiera este deținută de o firmă din Brăila și are ca rezerve de nisip și pietriș 4733 de metri cubi.

Se mai găsesc silozul de cereale aparținând SC « CEREALCOM » GALATI cu o capacitate de depozitare de 37000 one de boabe și 50000t știuleți.

### Prestări servicii
- Mori de făină de grâu, mălai 4 secții particulare
- Dărăcit tesut tras lână 2 secții particulare
- 1 atelier depanare auto
- 4 ateliere particulare de frizerie-coafură
- 1 atelier cismărie.
- « Hanul de la Ivești » cu 44 depaturi cazare, bezinărie, vulcanizare, parcare, restaurant și bar
- SC NAN SA pentru nunți, botezuri, discotecă, jocuri mecanice.
- SC ROȘU și GALBEN club lounge and bar.

Unități de artizanat și împletituri:
- SC DERBY SRL este o firmă româno-italiană apărută în 1991 și care este profilată pe împletituri de nuiele și produse artizanale din lemn.Are peste 160 de salariati și are comenzi cu bătaie lungă pentru ambalaje pentru sticle de șampanie de 2, 3 și 5 litri pentru Italia, Franța și Germania.

## Personalități marcante
- Hortensia Papadat-Bengescu (1876 - 1955), scriitoare;
- Negoiță Dănăilă (1878 - 1953), chimist;
- Valerian Ioan Popovici (1908 - 1967), istoric, arheolog.